# Revue genevoise

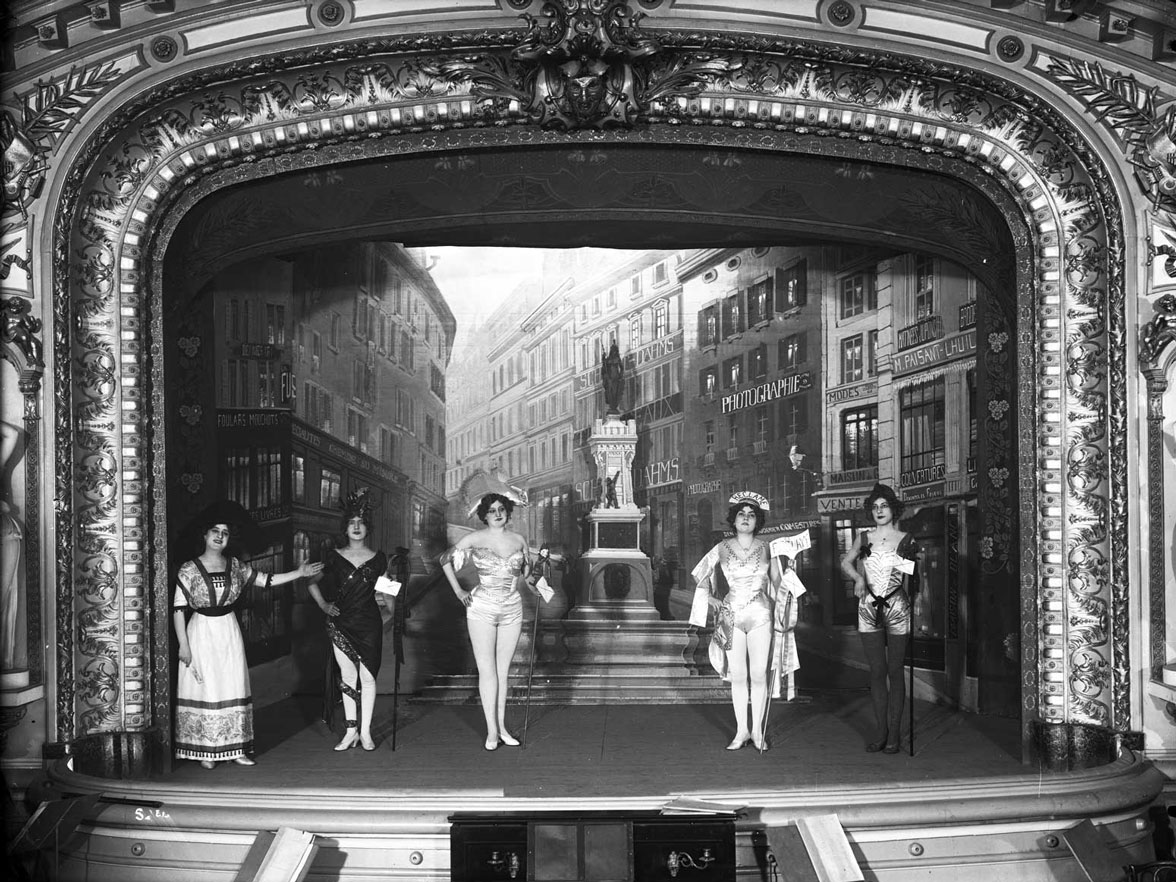
Photo de la Revue genevoise en 1913, par Frank-Henri Jullien

La Revue genevoise est un spectacle satirique annuel genevois qui brocarde la vie politique genevoise, ainsi que d'autres événements de l'année en Suisse et dans le monde.
Existant depuis 1892, la revue se présente sous la forme d'une séries de sketches et de chansons. Elle fait partie des traditions vivantes en Suisse.